# Concierto para piano n.º 1 (Beethoven)

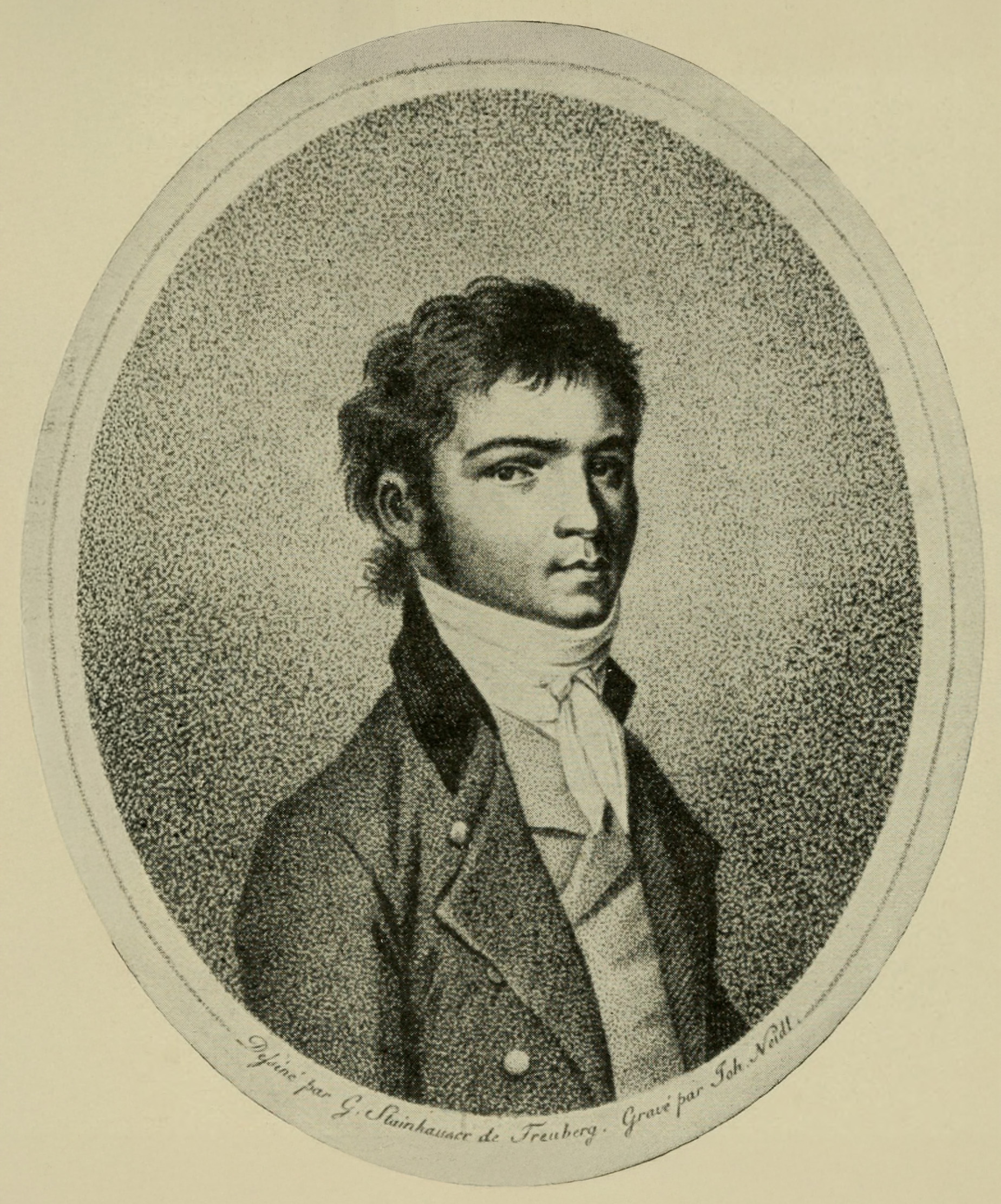
Beethoven en 1796.

El concierto para piano n.º 1 en do mayor, Op. 15 fue compuesto por Ludwig van Beethoven entre 1798 y 1800. La partitura está dedicada a Anna Luisa Barbara Fürstin Odescalchi.

## Historia

### Composición
La composición de esta pieza se desarrolló desde los bocetos iniciales de 1793 hasta la partitura autógrafa terminada que data de finales de 1794 o principios de 1795. Más tarde Beethoven revisó varias veces la partitura; una antes de abril de 1800 y la parte solista antes de marzo de 1801. El Concierto para piano n.º 1 en do mayor no fue el primero sino que en realidad fue el tercer intento del compositor en este género. Antes había escrito a un Concierto en mi bemol mayor que no se llegó a publicar (no confundir con el n.º 5). También fue anterior el conocido como Concierto n.º 2 en si bemol mayor, que en realidad fue compuesto alrededor de diez años antes, pero no se publicó hasta 1801. Dedicó tanto tiempo a elaborar el Concierto en si bemol mayor, incluyendo un rondó totalmente nuevo, que el Concierto en do mayor le precedió en la imprenta y por eso se le asignó el n.º 1.

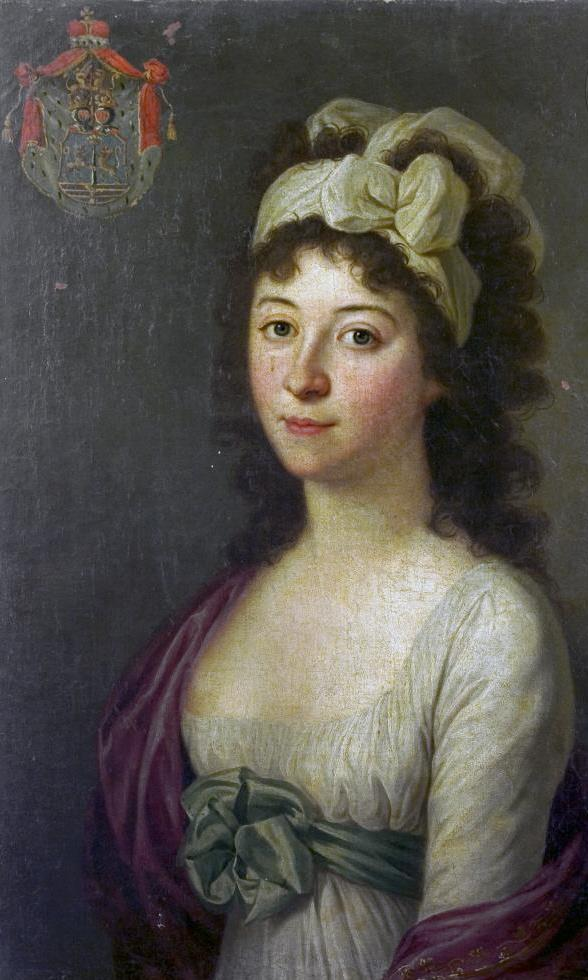
Anna Luisa, dedicataria de la pieza.

### Estreno y publicación
El estreno probablemente se celebró el 29 de marzo de 1795 en el Hofburgtheater de Viena durante una exhibición de la Sociedad de Músicos (Tonkünstler-Societät) con el propio compositor como solista al piano. Otras investigaciones sugieren que la fecha del estreno fue el 18 de diciembre de 1795 en un concierto que había organizado su profesor Joseph Haydn para presentar tres sinfonías que había escrito por su reciente visita a Londres. Esta versión del concierto era diferente de la que se conoce hoy en día. Franz Gerhard Wegeler, amigo de Beethoven, relata lo siguiente sobre los días previos a la representación:

«Sólo en la tarde del segundo día antes de la representación de su primer concierto (do mayor) escribió el rondó, acosado por un terrible cólico del que sufría tan a menudo. Le ayudé lo mejor que pude. Cuatro copistas estaban sentados en el pasillo y Beethoven les entregaba todas las hojas. (...) En el primer ensayo, que tuvo lugar al día siguiente en la estancia de Beethoven, el piano estaba afinado un semitono demasiado bajo para los instrumentos de viento. Beethoven hizo afinar inmediatamente el resto de los instrumentos en la en lugar de si bemol y tocó su parte en do sostenido.»

En sus primeros conciertos para piano Beethoven asumía el rol de pianista virtuoso. A pesar de su sordera los interpretó todos en público excepto el Concierto para piano n.º 5, en cuyo estreno en 1811 fue solista Friedrich Schneider.
La primera publicación fue llevada a cabo por el editor Tranquillo Mollo en marzo de 1801 en Viena. La dedicatoria que aparece en la partitura impresa es para la princesa Anna Luisa Barbara Fürstin Odescalchi, también conocida como condesa von Keglevics cuando era soltera o como Babette por sus amigos cercanos. La princesa era una talentosa pianista aficionada que fue alumna de Beethoven. Este concierto es una de las cuatro obras para piano que le dedicó: la Sonata para piano n.º 4.

## Instrumentación
La partitura está escrita para piano solista y una orquesta formada por:
- Viento madera: 1 flauta, 2 oboes, 2 clarinetes, 2 fagotes.
- Viento metal: 2 trompas, 2 trompetas.
- Percusión: timbales.
- Cuerda: una sección de cuerdas con violines I y II, violas, violonchelos y contrabajos.

La flauta, los oboes, las trompetas y los timbales permanecen en silencio (tacet) durante el segundo movimiento.

## Estructura y análisis
El concierto consta de tres movimientos:
- I. Allegro con brio, en do mayor 4
4
- II. Largo, en la bemol mayor 4
4
- III. Rondo. Allegro scherzando, en do mayor 2
4

La interpretación de esta obra dura aproximadamente 45 minutos. Al igual que el Concierto para piano n.º 2, este concierto refleja la asimilación por parte de Beethoven de los estilos de Mozart y Haydn, mientras que sus cambios armónicos abruptos demuestran la personalidad única de Beethoven. La estructura es la típica de concierto del estilo estándar clásico en tres movimientos de tempo rápido-lento-rápido.  

### I.Allegro con brio
El primer movimiento, Allegro con brio, está escrito en la tonalidad de do mayor, en compás de 4/4 y sigue la forma sonata con una exposición orquestal añadida, una cadenza y una coda. Este concierto presenta momentos claramente mozartianos, sobre todo en la tranquila introducción del allegro inicial. Pero con la entrada de la orquesta, con metales y timbales, la música adquiere un carácter más marcial y un vigor característico del estilo beethoveniano. Hay un tema principal que se repite varias veces y varios temas subordinados. El primer tema se escucha primero en pianissimo conspiratorio y después en un fortissimo luminoso. El segundo tema, interpretado por violines y maderas sobre un inquieto acompañamiento de contrabajo, se desarrolla en frases más largas y líricas. Cuando al fin entra el piano, lo hace con un material que se puede escuchar como una variante de cualquiera de los temas ya presentados. Sin embargo, una figura rítmica recurrente lo vincula claramente con la música que abre la obra. Durante el resto del movimiento el compositor emplea pasajes ligeros y rápidos, sin duda destinados a mostrar el virtuosismo del compositor. La exposición orquestal cambia de tonalidad varias veces, pero la segunda exposición está principalmente en sol mayor.
El desarrollo, con el descender de sus acordes paralelos y escalas, es una especie de interludio de ensueño imperturbable ante las visitas fantasmales del tema inicial. Tonalmente empieza en mi bemol mayor, luego modula a do menor y acaba con un glissando de octava. Estos asombrosos momentos de Träumerei también suceden en sus Conciertos para piano n.º 2 y n.º 3, así como en su Concierto para violín, si bien en este concierto ocupa el desarrollo entero. La recapitulación consolida la primacía de la tónica, do mayor. Según la costumbre en este tipo de obras, cerca del final el compositor proporciona un momento para la cadenza que normalmente era improvisada y ofrecía una nueva oportunidad para el lucimiento pianístico. Beethoven escribió dos cadenzas completas y empezó una tercera para este movimiento, que varían en longitud y dificultad. Finalmente una breve coda interpretada por la orquesta sola cierra el movimiento.

### II.Largo
El segundo movimiento, Largo, está en la bemol mayor, en compás de 4/4 y adopta la forma ternaria (ABA) típica de los movimientos lentos. Su sección A inicial presenta varios temas que se desarrollan en la sección B central. Se abre con una melodía lírica de gran expresividad vocal, un momento casi de oración que anticipa los profundos movimientos lentos del último periodo de Beethoven. La orquesta responde con un tema más directo y luego se relaja en una variante de la melodía del piano. El solista vuelve con más comentarios en esta línea, muy ornamentados y sutilmente apoyados y comentados por las cuerdas y las maderas. Tras un episodio sobrecogedor en el que el teclado adopta por primera vez una textura ligera y discreta, el piano retoma el tema inicial, al que pronto se une la orquesta. Finaliza en una atmósfera sosegada. Llama la atención la tonalidad elegida por ser relativamente alejada de la tonalidad inicial del concierto, do mayor. Si el movimiento se ciñera a las reglas tradicionales su tonalidad sería fa mayor, que es la subdominante, o bien sol mayor, que es la dominante. Los clarinetes adquieren un protagonismo inusual, ya que se encargan de la melodía con igual frecuencia que los violines.

### III.Rondo. Allegro scherzando
El tercer y último movimiento, Rondo. Allegro scherzando, retoma la tonalidad inicial, el compás es 2/4 y responde a una forma rondó con siete partes (ABACABA), una fórmula habitual en el tercer movimiento de los conciertos clásicos. El piano interpreta el tema principal, que luego repite la orquesta. Las dos secciones B (temas subordinados) están en sol mayor y do mayor, respectivamente. La sección central C está en la menor y es una irresistible porción de música de baile campestre. Es un Finale típico de gran parte de la música de Beethoven de la época: lleno de ánimo, síncopas rítmicas y fraseos irregulares. El piano presenta un tema cómicamente balbuceante, del que enseguida se hace eco todo el conjunto. Varios de los episodios sucesivos tienen una peculiar urgencia y una comicidad casi melodramática del tipo que inspiró las partituras del cine mudo más de un siglo después. Beethoven indica dos breves cadenzas, una justo antes del retorno final al tema principal y otra inmediatamente antes del cierre del movimiento. La composición termina con un espíritu de audacia y picardía. Hay un sorprendente contraste dinámico, ya que el piano solista toca una melodía suave como queriendo escabullirse del escenario sin ser visto y la orquesta finaliza el movimiento con contundencia. Carl Czerny, alumno de Beethoven, recomienda que el director espere todo lo posible antes de desatar el fortissimo.

### Cadenzasalternativas
El pianista alemán Wilhelm Kempff escribió sus propias cadenzas tanto para el movimiento inicial como para el final y las interpretó en sus distintas grabaciones de la obra. Asimismo, el pianista canadiense Glenn Gould escribió su propia cadenza, que fue publicada por Barger y Barclay y grabada para EMI en 1996 por Lars Vogt con la Orquesta Sinfónica de la Ciudad de Birmingham bajo la dirección de Simon Rattle.

## Recepción de la obra
El Allgemeine musikalische Zeitung publicó una reseña sobre esta obra el 26 de diciembre de 1804 en la que valoraba la obra en los siguientes términos:

«Un nuevo concierto para fortepiano de Beethoven, provisto de pasajes cromáticos y cambios enharmónicos, en ocasiones hasta el punto de la bizarrería, concluyó la primera parte. La parte solista era muy complicada y fue interpretada por el Sr. Wustrow con gran habilidad. (...) El primer movimiento fue espléndidamente ejecutado, pero las modulaciones eran demasiado exageradas; el Adagio en la bemol mayor era una pieza extremadamente agradable, de gran riqueza melódica y estaba enormemente adornada por el clarinete obbligato. El último movimiento, All' Inglese, solo destacó por sus ritmos inusuales y fue bien ejecutado.»

El propio Beethoven, en la correspondencia mantenida en abril de 1801 con la editorial Breitkopf & Härtel para negociar la publicación de sus obras, no mostraba tener mucho aprecio ni por el Concierto para piano n.º 1 ni por el Concierto n.º 2.

«(...) Hoffmeister va a publicar uno de mis primeros concertos [Op. 19], que por supuesto no es una de mis mejores composiciones. Mollo también va a publicar un concerto [Op. 15] que fue escrito más tarde, es verdad, pero que tampoco es una de mis mejores composiciones de ese género.»

## Discografía selecta
| Año  | Solista                       | Director                | Orquesta                               | Discográfica         | N.º catálogo |
| ---- | ----------------------------- | ----------------------- | -------------------------------------- | -------------------- | ------------ |
| 1954 | Friedrich Wuhrer              | Hans Swarovsky          | Pro Musica Vienna                      | Vox                  |              |
| 1958 | Glenn Gould                   | Vladimir Golschmann     | Orquesta Sinfónica Columbia            | Columbia Masterworks |              |
| 1959 | Wilhelm Backhaus              | Hans Schmidt-Isserstedt | Filarmónica de Viena                   | Decca                |              |
| 1968 | Artur Rubinstein              | Erich Leinsdorf         | Sinfónica de Boston                    | RCA Victor Red Seal  |              |
| 1973 | Vladimir Ashkenazy            | Georg Solti             | Sinfónica de Chicago                   | Decca                |              |
| 1988 | Vladimir Ashkenazy            | Vladimir Ashkenazy      | Orquesta de Cleveland                  | Decca                |              |
| 1979 | Arturo Benedetti Michelangeli | Carlo Maria Giulini     | Sinfónica de Viena                     | DGG                  |              |
| 2002 | Pierre-Laurent Aimard         | Nikolaus Harnoncourt    | Orquesta de Cámara de Europa           | Warner Classics      |              |
| 2019 | Boris Giltburg                | Vasily Petrenko         | Real Orquesta Filarmónica de Liverpool | Naxos                |              |
| 2020 | Elizabeth Sombart             | Pierre Vallet           | Royal Philharmonic Orchestra           | Signum               | SIGCD614     |
| 2020 | András Schiff                 | Bernard Haitink         | Staatskapelle Dresden                  | Warner Classics      | 9029531753   |
| 2020 | Stewart Goodyear              | Andrew Constantine      | BBC National Orchestra of Wales        | Orchid Classics      | ORC100127    |
| 2022 | Kristian Bezuidenhout         | Pablo Heras-Casado      | Freiburger Barockorchester             | Harmonia Mundi       | HMM902412    |